# Коледна елха (червей)
 Тази статия е за вида червеи.  За украсеното дърво вижте Коледна елха.  
Коледната елха (Spirobranchus giganteus) е многочетинест червей, принадлежащ към семейство Серпулиди (Serpilidae).
Този вид червеи e широко разпространен в тропическите води, вследствие на което не са взети особени мерки по опазването му.

## Анатомия и морфология
Коледната елха притежава отворена храносмилателна система, добре развита затворена кръвоносна система, както и нервна система, състояща се от мозък и ганглии. За отделяне червеят разполага с изцяло развити протонефриди.
Състои се основно от 2 цветни спираловидни структури, благодарение на които извършва процесите дишане и хранене и които му придават външност, наподобяваща тази на празнична (коледна) елха. Изграждащите цветните спирали пероподобни пипала се наричат радиоли. По тях има малки косъмчета, позволяващи на организма да се храни чрез филтриращ метод. Въпреки че основната функция на радиолите е храненето, чрез тях се осъществява и дишането и затова могат да бъдат наречени „хриле“. Тялото на червея е тръбовидно и при най-малкото дразнение той може да „се прибере“ в корала. Няма принадлежности за движение или плуване, тъй като не излиза от тялото си.
Тези червеи се възпроизвеждат, изхвърляйки гаметите си във водата, където както яйцата , така и сперматозоидите стават част от зоопланктона.